# Cricău
Cricău là một xã thuộc hạt Alba, România. Dân số thời điểm năm 2002 là 2100 người.